# 1st North Carolina Infantry
Premier régiment d'infanterie de Caroline du Nord
Le 1st North Carolina Infantry Regiment est un régiment d'infanterie de la armée des États confédérés pendant la guerre de Sécession. Dans le cadre de l'armée de Virginie du Nord, il combat sur le théâtre oriental jusqu'à la reddition à Appomattox.

## Histoire
Le régiment est organisé à la hâte près de Warrenton, en Caroline du Nord au cours du printemps de 1861 et, enfin, entre en service en juin avec près de 1 600 officiers et hommes. Son premier commandant est le colonel Montford S. Stokes, un ancien de West Point qui est devenu officier de la Marine régulière, qui avait été aussi un commandant des volontaires de Caroline du Nord lors de la guerre américano-mexicaine. Les autres officiers supérieurs sont le lieutenant-colonel Matt W. Ransom et le commandant John A. McDowell. Le régiment sert d'abord au sein du département de la Caroline du Nord.
En juin 1862, le 1st North Carolina rejoint finalement l'armée de Virginie du Nord au sein de la brigade du brigadier général Roswell S. Ripley dans la division du major général D. H. Hill. Par la suite, Il est subordonné au deuxième corps et participe à presque toutes les batailles de l'armée livrées sur le théâtre oriental. Il participe à la campagne d'Appomattox et se rend avec l'armée à Appomattox, le 9 avril 1865 ; avec 10 officiers et 61 hommes de troupe.

## Organisation
- Compagnie A (Albemarle Guards) - Chowan Comté
- Compagnie B (Wilkes Volunteers) - Le Comté De Wilkes
- Compagnie C (Lillington Rifle Guards) - Harnett Comté
- Compagnie D - Comtés de Lincoln et d'Orange
- Compagnie E - comté de New Hanover
- Compagnie F (Hertford Greys)- Comté De Hertford
- Compagnie G (Washington Volunteers) - Comté de Washington
- Compagnie H - Comté de Martin
- Compagnie I (Wake Light Infantry) - Comté de Wake
- Compagnie K - Comté d'Halifax